# Доповняльні кольори

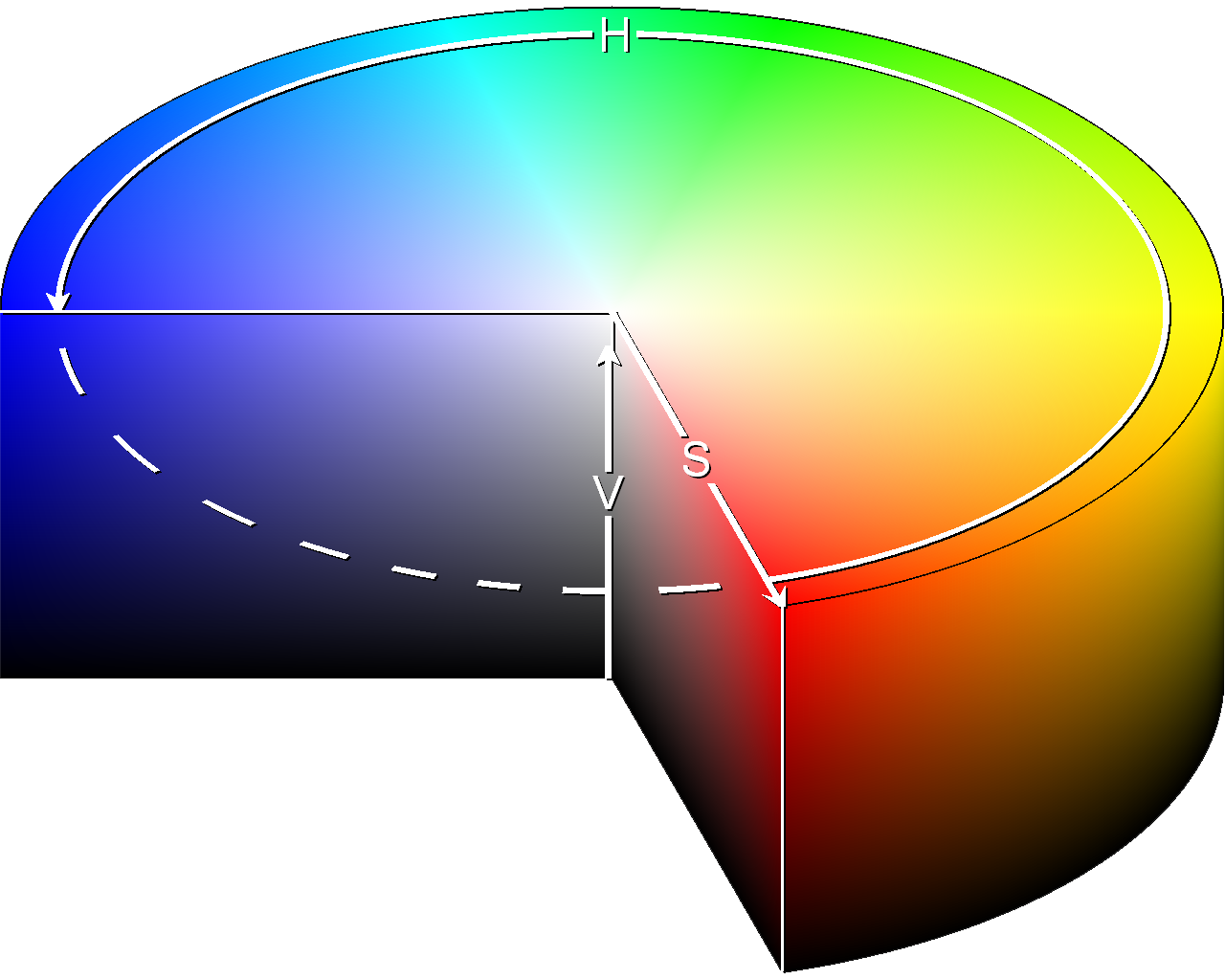
У колірному просторі HSV протилежні кольори є доповняльними, при змішуванні вони дають відтінки сірого

Компліментарні кольори (взаємодоповнюючі) — пари кольорів, оптичне змішування яких приводить до формування психологічного відчуття ахроматичного кольору (чорного, білого або сірого). Синонім поняття — протилежні кольори. Поняття тісно пов'язане з уведеним у колориметрію поняттям «основні кольори». Доповняльні кольори при змішуванні дають ахроматичні кольори:
- при адитивному змішуванні (характерне для змішування потоків світла) дають колір, що сприймається як білий;
- при субтрактивному змішуванні[en] (віднімання спектрів, характерне для змішування різних пігментів) — сірий або чорний.

## Загальна інформація
При спільній дії потоку фотонів рівної інтенсивності всіх довжин хвиль видимого спектра на зоровий апарат людини виникає відчуття білого, незабарвленого світла.
Таким чином, спільна дія світлових потоків, що викликають відчуття відповідних спектрального і доповняльного до спектрального кольорів, викликає відчуття білого кольору. Цим обумовлюється термін «доповняльний колір».
Доповняльні кольори є змішаними кольорами, оскільки їх відчуття викликається спільною дією монохроматичних променів, які порізно викликали б відчуття своїх спектральних кольорів.

## Пошук доповняльних кольорів на колірному крузі
Колірний круг дозволяє швидко знайти доповняльний колір до спектрального. Типові поєднання — синій і помаранчевий, червоний і зелений.

### Первиннійвторинні кольори
У системі RGB тріаді жовтий-пурпуровий-ціан відповідає тріада синій-зелений-червоний.
Детальніше:
- Червоний колір і ціан ( red — cyan ) (ціан — синьо-зелений колір)
- Зелений колір і пурпуровий ( green — magenta ) (пурпуровий або маджента — суміш червоного і синього)
- Синій колір і жовтий колір ( blue — yellow ) (жовтий можна отримати, змішавши зелений і червоний).

Випромінювання, що складають доповняльні кольори, можуть мати різний спектральний склад (див. Метамерія).
Для механічного отримання додаткового кольору використовували спеціальні непоглинальні кольороподільні дзеркала.
У системі RYB (основна тріада: червоний — жовтий — синій) поняття і співвідношення основних і доповняльних кольорів інші:
- червоний — зелений
- жовтий — фіолетовий
- синій — помаранчевий

## Практичне застосування додаткових кольорів
У дизайні, оформлювальній практиці, при створенні реклами широко використовуються ефекти, пов'язані з психологічною оцінкою кольорів як доповняльних. Сполучення додаткових кольорів нерідко сприймаються людиною як гармонійні.
У художніх цілях і різному дизайні використовуються такі властивості додаткових кольорів:
- високий контраст
- цілісність композиції, якщо кольори взято у правильних пропорціях
- привернення уваги
- ефект оживлення і динамічності[3]

Також принцип доповняльних кольорів використовується при створенні окулярів, призначених для перегляду анагліфів. При перегляді спеціально підготовленого зображення через світлофільтри доповняльних кольорів створюється ефект об'ємного зображення.